# The Code (chanson)
Pour les articles homonymes, voir The Code.
Singles de Nemo
Falling Again
(2024)
Chansons représentant la Suisse au Concours Eurovision de la chanson
Watergun de Remo Forrer
(2023) Voyage de Zoë Më
(2025)
Chansons ayant remporté le Concours Eurovision de la chanson
 Tattoo
(2023)  Wasted Love
(2025)
The Code est une chanson de Nemo, personnalité suisse de la musique, sélectionnée pour représenter la Suisse au Concours Eurovision de la chanson 2024, qu'elle remporte avec 591 points. La chanson aborde la non-binarité de l'artiste et son cheminement autour de son identité de genre.

## Contexte et composition
La chanson est écrite par Benjamin Alasu, Lasse Midtsian Nymann, Linda Dale et Nemo Mettler et publiée le 29 février 2024 par le label Better Now.
Dans des déclarations à la presse, Nemo déclare que la chanson raconte sa prise de conscience de son identité non binaire et que sa participation à l'Eurovision lui permet de « défendre l'ensemble de la communauté LGBTQIA+ ».
L'artiste décrit le processus créatif spontané derrière The Code, né lors d'un camp de la Société suisse pour les droits des auteurs d'œuvres musicales. « C'était ma première fois au camp de la SUISA, et j'ai pensé que j'étais invité là-bas comme auteur... et puis j'ai compris « Ah, ok, donc nous écrivons pour moi? C'est parti ! » Et c'était tellement une bonne expérience que le lendemain, je me suis dit immédiatement « Ok, je vais chanter pour moi tellement c'est amusant! » Et c'est là que The code est arrivé... ».

## Thèmes
The Code aborde la thématique de l'identité de genre de Nemo, plus particulièrement la non-binarité. L'artiste y raconte son cheminement personnel et les difficultés rencontrées : « I went to hell and back (...) Now I found paradise » (« J'ai été en enfer et j'en suis revenu·e (...) désormais j'ai trouvé le paradis »). Les paroles racontent comment Nemo a cassé les codes et les normes de genre : « I broke the code » (« J'ai cassé le code »). Elles comportent une mention directe au code binaire : « Somewhere between the 0s and 1s That’s where I found my kingdom come » (« Quelque part entre les 0 et les 1, c'est là que j'ai trouvé mon royaume »).

## Sélection interne
Le diffuseur suisse, la Société suisse de radiodiffusion et télévision (SRG SSR) annonce sa participation à l'Eurovision 2024 le 7 juillet 2023 et le recours à une sélection interne pour choisir son représentant et sa chanson,. La sélection se déroule en deux tours : un premier tour durant lequel trois panels différents (un jury public suisse, un jury public international et un jury d'experts internationaux) présélectionnent les cinq candidats retenus pour le deuxième tour durant lequel les trois mêmes panels départagent les cinq finalistes,,.
Le 29 février 2024, Nemo remporte officiellement la sélection interne pour représenter la Suisse au Concours Eurovision de la chanson 2024,,. Sa chanson est publiée le même jour par le label Better Now,,,.

## À l'Eurovision
Fredrik Rydman, chorégraphe d'origine suédoise, est le directeur créatif pour la scénographie de Nemo au concours de l'Eurovision,. Pour cette collaboration, la SRF a téléphoné au chorégraphe pour lui demander s'il était d'accord de travailler avec la Suisse. Il refuse initialement en invoquant le manque de temps, puis il change d'avis après avoir écouté la chanson de Nemo
À l'Eurovision, la Suisse se produit lors de la première moitié de la deuxième demi-finale le 9 mai 2024, à laquelle votent l'Espagne, la France et l'Italie ainsi que le « reste du monde »,, et se qualifie pour la finale. Le 11 mai 2024, Nemo remporte l'Eurovision, The Code obtenant 591 points, le troisième meilleur score jamais obtenu dans le concours derrière Stefania (631 points) et Amar pelos dois (758 points).
La tenue de scène de Nemo a été créée par la styliste suédoise, Linnéa Samia Khalil. Nemo avait dans un premier temps prévu de monter sur scène dans une autre tenue, rose et blanche, conçue par une autre styliste, mais lors des répétitions, elle lui donnait chaud, même après une modification créant un décolleté et enlevant une partie du costume au bas des jambes,.
Aussi, sur scène, il évolue sur une toupie et déclare à ce sujet que « l'idée est que la scène est un monde binaire, noir et blanc, sans rien d'intermédiaire. La toupie, en tournant, finit par donner de l'espace à quelque chose d'autre. C'est là que je me trouve. C'est mon histoire, celle de quelqu'un qui cherche sa place dans ce monde binaire et finit par se créer la sienne ».  

### Clip vidéo
Nemo tourne un clip vidéo pour l'Eurovision, dont l'action se déroule dans un train où il apparaît d'abord comme contrôleur avant de porter d'autres tenues en changeant de voitures à son grand étonnement. Sur le titre de transport qu'il tient dans la main, le trajet Zurich (Schweiz) -  Malmö (Sverige) apparaît avec la date du 11 mai 2024, lieu et jour de la finale de l'Eurovision, puis il retourne le billet et voit son reflet dans un miroir, et comme il l'explique lui-même : « Cela parle de se retrouver soi-même. Il y a ce moment où je me regarde dans le miroir, et j'accepte d'être moi-même »,.